# Ishizaki Kōyō
Ishizaki Kōyō (japanisch 石崎 光瑤, eigentlicher Vorname Iyoichi (猪四一), * 11. April 1884 in Fukumitsu (福光町) (Präfektur Toyama); † 25. März 1947) war ein japanischer Maler der Nihonga-Richtung während der Taishō- und Shōwa-Zeit.

## Leben und Werk
Ishizaki begann seine malerische Ausbildung unter Yamamoto Kōichi (山本光一; 1843–1905), einem Künstler der Rimpa-Richtung, der vor der Meiji-Restauration 1868 für die Maeda tätig gewesen war. 1903 ging Ishizaki nach Kyōto und wurde Schüler von Takeuchi Seihō. Er stellte aus auf der „新古美術品展“ (Shinkobijutsuhin-ten), auf der „Bunten“ und zeigte seine Werke auch bei anderen Gelegenheiten. 1913 gewann er auf der 7. Bunten für sein Bild „暖かき冬“ (Atatakaki fuyu; Warmer Winter) und 1914 auf der 8. Bunten für sein Bild „筧“ (Kakei, Wassergraben) jeweils eine schriftliche Auszeichnung.
1916 unternahm Ishizaki eine Reise nach Indie und in das Himalaya-Gebiet. Das unter dem Eindruck dieser Reise entstandene Paar sechsteiliger Stellschirme mit dem Titel „熱国妍春“ (Nekkoku kenshun; Schöner Frühling in den Tropen) erhielt 1918 auf der 12. Bunten einen Sonderpreis. – Die auf der Reise empfangende Eindrücke scheinen sehr stark gewesen zu sein, denn im nächsten zeigte er auf der ersten Teiten-Ausstellung das Stellschirm-Paar „燦雨“ (San’u, Leichter Regen) – es wurde ebenfalls mit einem Sonderpreis ausgezeichnet. Die Bilder zeigen in lebhaften Farben Gewächse, Blumen und Vögel der Tropen in ausgesprochen dekorativer Gestaltung.
Ab der 4. Teiten 1922 wirkte Ishizaki als Juror und  besuchte im selben Jahr Europa. 1925 wurde er als Professor an die „京都市立絵画専門学校“ (Kyōto shiritsu kaiga semmon gakkō, Städtische Kunsthochschule Kyōto) berufen, an der er unermüdlich die nächste Generation anleitete. 1933 besuchte er Indien, 1935 wurde er Mitglied in der neu organisierten Akademie der Künste. 1946 erkrankte er nach einer Gehirnblutung und starb im folgenden Jahr.
Ishizakis Familie schenkte 600 Werke dem in der Heimatstadt gelegenen „Nanto Fukumitsu Kunstmuseum“ (南砺市立福光美術館, Nanto shiritsu Fukumitsu bijutsukan). 1931 war Ishizaki auf der Ausstellung japanische Malerei in Berlin mit dem Bild „Herbst“ zu sehen.

## Bilder

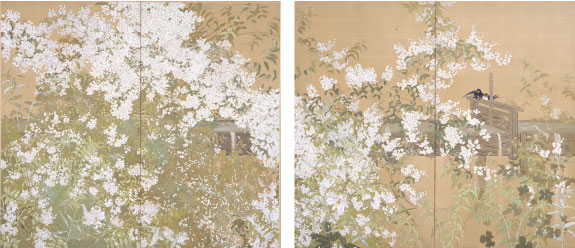
Wassergraben, 1914
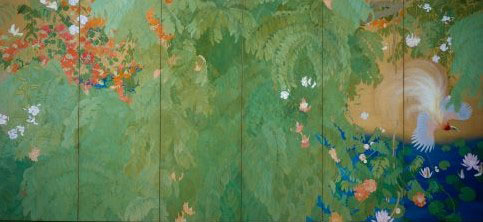
Frühling in den Tropen, 1918
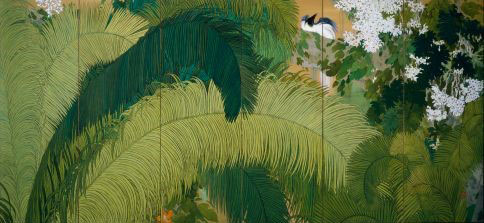
Frühling in den Tropen, 1918
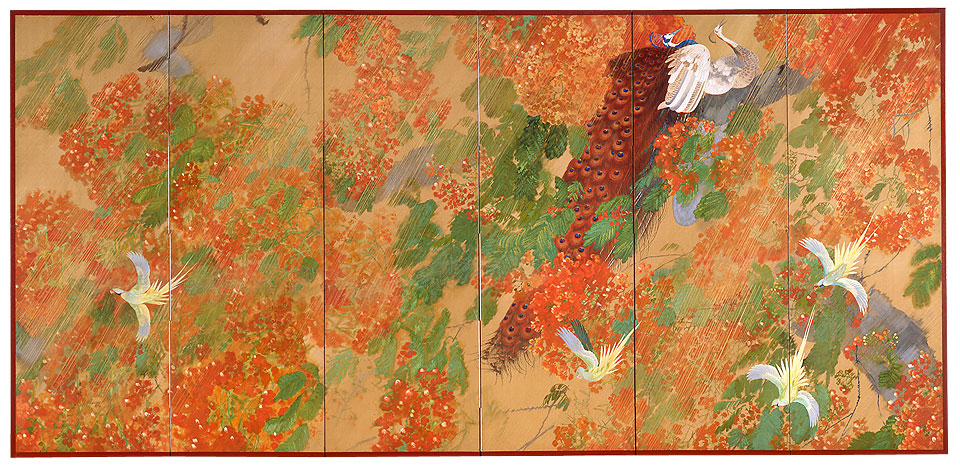
Leichter Regen, 1920
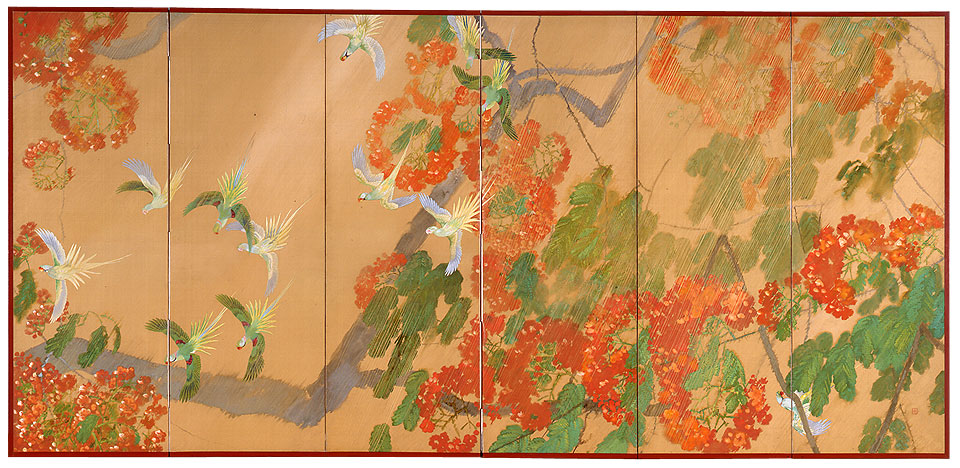
Leichter Regen, 1920
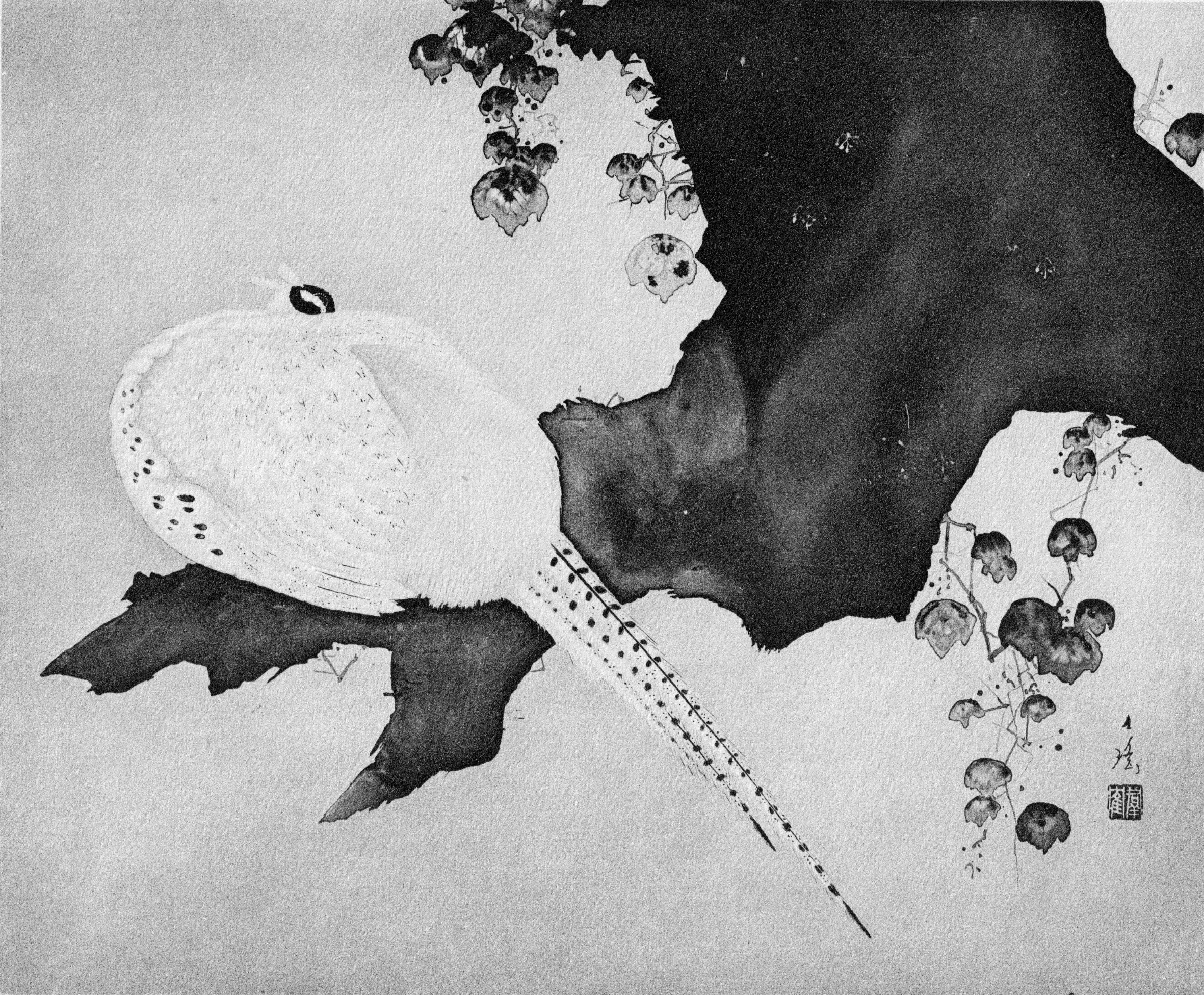
Herbst, vor 1931